# 終末のハーレムの登場人物
終末のハーレムの登場人物（しゅうまつのハーレムのとうじょうじんぶつ）は、LINK（原作）・宵野コタロー（作画）による漫画作品『終末のハーレム』、および同作を原作としたメディアミックス作品に登場する人物の一覧。
声優は特記のない限りボイスドラマ版 / テレビアニメ版の順に記載。1人の場合はテレビアニメ版を示す。

## ナンバーズ

### 怜人グループ
水原 怜人（）
声 - 山谷祥生 / 市川太一、小市眞琴（少年）
年齢：?? / 身長：172センチメートル
本作の主人公。細胞硬化症に罹患した2040年時点では、医師の高木（声 - 相馬康一）から「国立先端医科大学の麒麟児」とおだてられるほどの医学生だったが、コールドスリープ中に特効薬の投与を経て目覚めた2045年時点では完治していたうえ、恭司と同じくMKウイルスへの免疫を持っていたことから、メイティング候補たちとのセックスを美来に要請される。それゆえ、UW日本支部の首脳陣には「ナンバー2」と称されている。
身体は特に何も問題が無く、性的な状況への素直な反応が散見される。絵理沙への操を貫いてメイティングを拒否し、MKウイルスの特効薬の開発を決意して理性を保ったまま龍らコールドスリープ中の男性たちを救おうとする姿勢は、首脳陣から酷評される一方で美来から理解と否定の入り混じった好意を抱かれ、朱音や翠からも慕われるほか、谷口が心を開く一因となっている。また、恭司には初対面以降も友人として親しまれているうえ、翔太には初対面時に（恭司よりも）「知性のある人」と評されているが、恭司の死後にはそれによる落胆ぶりを「精神的に脆い」とも評されている。
2049年現在では長かったもみあげを切り落とした髪型に変わっており、国立感染症研究所の主任研究員となっているが、かつてNOSEXによる男性の生殖能力の消滅が発覚した際、翔太と花蓮によるマスコミの印象操作で濡れ衣を着せられており、政府預かりの処遇に置かれた自身も能力を消失した状態にある。しかし、冰冰から送られてきた書物をきっかけとして、今は亡き絵理沙のためにも美来に求婚し、NOSEXの特効薬の開発や子作りを誓う。

- LINKは怜人を主人公にした理由として、企画当時は恭司たちのような主人公はギリギリアウトと思っていたため、「モテまくりの状況でもHなことをしない主人公を立てれば、一般漫画として成立させられる」との考えから、恭司や翔太を横で美味しい思いをする立ち位置に設定した。そういった計算から、企画が『J+』編集部にも読者にも受け入れられたという。
- キャラクターデザインについては、読者が感情移入しやすいような派手すぎない見た目にしたい一方、女性から見てもいいなと思える部分を意識して企画当時の担当編集やLINKとの話し合いで「王道主人公風のデザインに」とされている。LINKは人物像に沿って透き通った雰囲気の名前を設定し、宵野は主人公らしい容姿を意識したという。なお、デザイン当時の名前は水原 冷人（）であった。
- テレビアニメ版の監督を担当した信田ユウは、怜人のことを「プラトニックな思考の持ち主」と評している。また、シリーズ構成を担当した髙橋龍也も「とにかくストイック」と評している。そのほか、『メガミマガジン』2021年12月号（イード）にて組まれた本作の特集記事は、全裸の美来に迫られても理性を保てた怜人のことを、「鋼の意思の持ち主か!?」と評している。さらに、2022年5月号にて組まれた本作の特集記事でも、怜人の担当声優の市川は「自分の正義を貫き通した意志の強い男という印象」「特効薬の開発を決意したシーンが最も印象に残っている」とそれぞれ評しているほか、美来の担当声優の白石晴香も「主人公が怜人で良かった」「怜人の作ってくれる暖かな空気が好き」とそれぞれ評している。
- テレビアニメ版では九份にて再会した際の台詞が原作から変更され、絵理沙に改めて特効薬の開発を決意した旨を述べるが、これは信田が怜人を少年漫画的でストイックな「光の主人公」として描きたかったためであり、この時点では心の底から信じられる存在が絵理沙だけであるからこそ、再会によって人間としての完成に近づき、新たなスタートに立ったとの意味でもラストシーンに相応しかったという。
- 『Anime News Network』のライターであるセロン・マーティンは、怜人について「ずっと好きだった女性（絵理沙）以外に興味を持とうとしないその姿勢は立派なものであるかもしれないが、人類を存続させるために他の女性たちとセックスを行わなければならないこの世界において、その女性たちを拒み続ける権利は果たしてあるのだろうか？」と評している。
- テレビアニメ版のオープニングテーマ「JUST DO IT」を作詞したHikaru//は、怜人が絵理沙への約束を胸に芯を貫く姿を素敵と捉え、そのメッセージをサビにしたいと思い、同曲の歌詞を書き始めたという。

周防 美来（）
声 - 伊藤静（ボイスドラマ・VRアニメ） / 白石晴香
年齢：?? / 身長：165センチメートル / スリーサイズ：90（Gカップ）-60-89
本作のメインヒロイン。怜人の専属担当官。スリーサイズや白い睫毛、左眼尻の小さなホクロといった点を除けば容姿は絵理沙によく似ているが、口調や表情は淡々と大人びている。怜人をメイティングへ励ませようと迫ることも含め、きわめて献身的に接したものの彼のメイティング成果をまったく得られなかったことから解任され、それ以降はマリアや麗亜への引き継ぎも兼ねて怜人グループにメイティング候補として所属する。
日本支部には2043年から勤務しているが、正体はそれ以前から絵理沙のバックアップとして作成されたクローンであり、身体は成長促進器の過剰使用による内臓へのダメージや高速学習装置による脳への負荷を緩和する調整を1週間以内ごとに受けなければならない。また、大食いなのもクローニングによる影響で肉体が大量のカロリーを必要とするためであり、少女期にはいつか怜人の子を出産するよう命じられていた。名前は絵理沙の「鏡」（）に等しい存在であることにちなみ、鬼原が名づけたものである。絵理沙とは幼児期にカプセル越しの初対面を果たしているが、彼女が絵理沙であることや自分が絵理沙のクローンであることは自覚していなかった。
2049年現在では怜人と愛し合いながら、彼を支えている。かつて生前の絵理沙から臓器を移植されて健康体となったため、彼女への後ろめたさによる後悔の日々を送ってもいたが、怜人が出張に出る前夜には絵理沙の最後の願いを含む彼の求婚に応え、翔太や花蓮の人質に等しい立場で怜人の帰還を待ち続けている。

- キャラクターデザインについては、モダン系のイメージで当時のトレンドだった映画『キングスマン』に出演した女優のソフィア・ブテラがモデルとされており、絵理沙と瞳の描き方で違いをつけられている。LINKはミステリアスな魅力で理想形の1人と評しているが、宵野は表情の少なさから作画のレパートリーに困ったという。なお、デザイン当時の名前は周防 未来（）であった。
- 髙橋は、「可愛い」と思ったキャラクターに美来を挙げている。自分なりの方法で怜人に尽くしているところが凄く健気であり、シナリオを書きながら娘を見守るような気持ちになったという。
- 白石は、テレビアニメ版では美来の正体が明かされるところまでは描かれないため、第11話で怜人にメイティングを迫った直後に号泣するシーンについては、信田から「子供みたいに」との指示を受け、何度もリテイクを重ねながら収録したという。
- テレビアニメ版ではクロエによって麗亜と共に拘束された後の展開が原作から変更され、拘束を解かれて屋外にて月を見つめる姿が描かれているが、信田によればこれは怜人の出奔に同行できなかった理由（成長促進器や高速学習装置によるダメージを緩和する調整）が第1部の終盤で明かされるために描けなかったことによるものであり、無理に組み込もうとすると構成を大幅に変更しなければならなかったという。それゆえ、美来についても含みを持たせたままで終わらせたいと思ったが、離れていても怜人を大切に思っていることはしっかり伝わるようにしたかったため、最後に美来が怜人たちと同じく月を見ている描写を入れたという。
- テレビアニメ版のエンディングテーマ「ENDiNG MiRAGE」を作詞したEXiNAは、タイトルに美来から取った「ミラ」を入れたが、彼女の思いだけではなく、女性キャラクターそれぞれが抱える複雑な思いに迫りたいと考えて作詞したという。
- 2022年10月には1/6スケールのネグリジェ姿フィギュアが、同年12月には1/4スケールのバニースーツ姿フィギュアが、2023年4月には1/6スケールの着物姿フィギュアが、それぞれ発売される。

黒田 マリア（）
声 - 小林桂子（VRアニメ） / 小坂井祐莉絵
年齢：?? / 身長：154センチメートル / スリーサイズ：80（Cカップ）-56-81
美来の後任として新たに着任した、専属担当官の1人。ちふゆの姉でもあるが、彼女とは違ってボサボサの毛先が跳ねた赤毛のロングヘアが特徴。また、怜人のMKウイルスの研究に役立てようと派遣された研究者でもあり、技術長官に信頼されている。UW日本支部の首脳陣には、ちふゆの飛び級の件もあって感謝や尊敬の念を抱いているが、首脳陣の本性や「メイティング計画」についてはまったく知らない。
普段は男性を苦手としており、弱気な口調や服装に無頓着な言動で振る舞うが、研究の話題を挙げられた際には饒舌な口調や強気な表情に豹変し、平然と素肌を晒す大胆さを見せる。また、平時でも状況によっては浮つきやすい一面を見せる。怜人のことは異性として意識し始めており、ロスアニアにて自分のことを名で呼び捨てにして欲しい旨のほか、媚薬を服用したうえで自分は何番目の女でも良い旨を告白している。
2049年現在では怜人と同じく国立感染症研究所の主任研究員となっており、彼を救おうと朱音や翠と共に同行しながら尽力している。
- LINKは、特定の話題で突然饒舌になる人を可愛いと思って設定した。宵野は、パンツに白衣のアンバランスさが気に入っているという。なお、デザイン当時はラフで一発OKとなっており、本編とほぼ同様の容姿としてデザインされていた。
- 信田によれば、怜人に思いを寄せていくという意味でも大事なキャラクターであり、下着の上に白衣だけを羽織る服装も魅力となっているため、必然的に専属担当官の中ではサービスシーンが最多になったという。また、個人的にはテレビアニメ化で声が付いて動いたことにより、可愛らしさが増したのではないかと思っているという。

片桐 麗亜（）
声 - 石原愛依梨（VRアニメ） / 渡部恵子
年齢：?? / 身長：159センチメートル / スリーサイズ：76（Bカップ）-57-78
美来の後任として新たに着任した、専属担当官の1人。黒髪のハーフアップとつり目、細めな身体が特徴。前役職は撫民官（）だったうえ、メイティングセンター外のことにも詳しいため、怜人の身辺の世話や外界との接触を引き継いでいる。後述の生真面目な性格ゆえ、発言権を持って難民たちの力になりたいという思いから、「養成所」を経て専属担当官へ転属した過去を持つ。
本性は、旧友の美来に容姿を高く評されて恥じらったり、彼女のもとを訪れて求愛したりするほか、美々から「お姉さま」と慕われてキスに応じるほどのレズビアンである。そのため、怜人に当初は否定的であるが、彼の誠実さと美来への愛情ゆえに協力する。
2049年現在でも美来のために怜人を支える一員となっており、彼の依頼で朱音と共に沖縄からハブを持ち帰っているほか、怜人の出張中には美来と共に留守を預かっている。一方、「女が女でいられる時間は長くない」との信念から、抗老化処置で若さを保っている。
- 宵野は、美来と絡んでいる際の乙女な表情にも注目して欲しいと述べている。なお、デザイン当時はラフで一発OKとなっており、本編とほぼ同様の容姿としてデザインされていた。その後、『メガミマガジンRX』Vol.12では全裸姿の設定画に、「グラマラスなヒロインが多い本作にあって、希少な微乳ヒロインといえる」との説明文が添えられている。
- 信田は、お気に入りキャラクターの1人として麗亜を挙げている。自分の考えをあまり顔に出さないが、誰かの役に立ちたいとの健気さが可愛いという。また、麗亜とマリアの共通点として「信念の強さ」を挙げているが、麗亜は力強さ、マリアは儚さという相反する魅力を持っているため、明確に差別化しながら描かなければいけないという意識は常に持っていたという。

龍造寺 朱音（）
声 - 浅川悠（ボイスドラマ・VRアニメ） / 大地葉
年齢：?? / 身長：172センチメートル/ スリーサイズ：93（Gカップ）-60-90
怜人の健康管理と同衾のため、美来が選んだナースの女性。赤紫色のポニーテールや青い瞳孔、そして美来に並ぶ巨乳や屈強な腕力を持つ背高な身体が特徴。酒を常時手放さない酒豪にして医療以外でも頼れる存在であり、工作員レベルの活動もこなす。鬼原の娘でもあるが、幼少時に離婚した父の苗字を名乗っているうえ、その後に弟をMKウイルスによって失った過去を持つことから、怜人と共にロスアニアの海上へクルーザーで出航した際には、彼のことを亡弟のようにも想っている旨を明かしている。
2049年現在では怜人の専属看護師となっており、彼を救おうとマリアや翠と共に同行しながら尽力している。亡弟の件が尾を引いており、九州から一時帰還していた時期に怜人へ求愛した際には彼に受け入れられず悲涙に暮れているほか、その後も悶々とした思いを性風俗嬢との疑似メイティングで紛らわせている。
- LINKは初期メンバーの中ではかなり好きなキャラクターと評しており、宵野は途中で見せる切ない表情も気に入っているという。
- キャラクターデザインについては、大柄の女性を好むLINKのこだわりにより、ほとんど一発OKだった主要人物の中で唯一、修正が入った。垂れ目は最初から決まっており、筋肉質だったが、後者については女性らしさが欠けてしまうことから、グラマラスにされている。なお、デザイン当時はボンデージ風の衣装や数々の髪型が検討されていた。
- 白石は好きなキャラクターに朱音を挙げており、テレビアニメ版第10話で彼女が怜人に自分の過去を語る際の苦しそうな表情が、大地の演技共々胸に来るものがあったという。また、個々の女性にこういった濃い設定が用意されていて人間味にあふれ、エロティック要素こそ強いもののサスペンス部分も面白いからこそ、女性の方にも見てもらえているのかなと思っているという。
- 2022年12月には1/6スケールのナース姿フィギュアが発売される。

山田 翠（）
声 - たみやすともえ / 山根綺
年齢：??/ 身長：120センチメートル / スリーサイズ：??（Aカップ）
怜人の安全確保と同衾のため、美来が選んだボディーガードの少女。緑色の三つ編みのロングヘアや赤い瞳孔、まひるよりも小柄かつ貧乳の身体が特徴。幼げな口調で話し、ベッドでの就寝時にはぬいぐるみを手放さない。また、早とちりにしてウブな怖がりの一面もある。怜人には着任早々に懐いており、普段は家政婦のように彼の世話を担当している。有事の際には常人を超越した身体能力を発揮する姿が散見され、危機察知能力も高い。そういった能力による強さは特殊な訓練を受けたためであり、空き時間には能力の反動による仮眠中の姿が散見される。
2049年現在では怜人の専属警護官となっており、彼を救おうとマリアや朱音と共に同行しながら尽力している。
- キャラクターデザインについては、朱音と対になる小さい子として三つ編みがポイントであるうえ、動かしやすさから宵野の方で勝手に追加した台詞も採用されている。なお、デザイン当時は本編よりも少々大人びた印象にされていた。
- 構想当初は朱音がボディーガードで翠がナースという設定だったが、LINKは「面白味に欠ける」と思ったことから、宵野にキャラクターデザインを依頼する時点で逆にしたという。また、怜人の姉らしい朱音に対して妹分のつもりで登場させたという。
- 市川は美来・マリア・麗亜を凄く真面目な人、朱音と翠をムードメーカーとそれぞれ評しており、怜人グループの陰と陽のバランスの良さを評価している。

### 恭司グループ
火野 恭司（）
声 - 高塚智人 / 江口拓也
年齢：?? / 身長：178センチメートル
怜人に先駆けて数か月前、MKウイルスへの免疫を持っている可能性があるとして、日本にて発見された最初の男性。免疫を確認したUW日本支部の首脳陣により、「ナンバー1」の通称が付けられた。短髪の大半を明るく染めて色付き眼鏡をかけた容貌に気さくな性格を併せ持ち、2045年時点での現状をすぐに受け入れている。メイティングに精を出す一方、満ち足りた現状には飽きを覚えており、刺激を欲しがる一面も持つほか、情に厚い熱血漢でもある。怜人にとっては2045年時点での立場を理解してくれる良友であり、彼やまひると交流する際にはコミカルな一面も多々見せている。なお、2040年時点ではバンド活動が趣味のフリーターだった。
芸能界の美女たちとすら子作りの日々を満喫する姿は怜人に男性としての複雑な思いを抱かせ、陽気な言動はやがて玲奈に妊娠しないことへの寂しさを募らさせてしまう理由となっている。ただ、美女たちへの思いは真剣であり、その家族まで面倒を見ようと意気込んでいたことが、後の怜人との通信や寧々子の台詞で明かされている。
UW世界本部による日本支部への介入後、ゆかりや寧々子と共にメイティングセンターから出奔し、九州某県の洞窟にて怜人たちと合流するが、ナンバーズの抹殺を目論むクロエに狙撃され、死亡した。その直前、怜人に美女たちと子供たちを託す旨を言い残した最期の言葉は、後に落胆していた怜人を強くさせている。
- キャラクターデザインについては、お調子者の性格に合わせて未来っぽい服にサイバー風のサングラスをつけ、イメージはHIDEの雰囲気にされている。LINKは、嫌な奴として登場させる予定にしていたが、不思議と良い奴になっていった。また、読者の反響の大きさに際して「Hなこと」目当ての者向けに登場させたが、共感をあまり得られなかったことから展開が急がれ、翔太が予定よりも早く登場することになったという。宵野は、設定をもらってすぐにデザインが浮かんだと述べている。なお、この時点でかなりイメージは確立されており、本編とほぼ同様の容姿としてデザインされていた。
- 信田は、上記の設定や描写を踏まえ、本作の世界における男性の雛形であるとの見せ方をしたいと思った。怜人側の話が重くなりかけた際に登場させると全体の空気を変えられるため、そういう意味でも良いキャラクターだという。髙橋も、読者が見たいものを見せてくれるという意味で重要であるうえ、本作に必要不可欠なキャラクターだと評している。さらに、信田は恭司が怜人を食いかねない魅力を持つ存在であるため、見せ方の匙加減には気をつけていたほか、とても人情味があって女性たちのことも怜人のことも大切に思っている熱い男性であるがゆえ、最終話では恭司の最後の台詞に「みんなを置いて、俺だけ出て行ったりできないよ」を持ってきたという。
- 市川は、物語が進むにつれてどんどんかっこいいところが見えてきて好感度が上がる、珍しいタイプのキャラクターだと評している。

石動 寧々子（）
声 - ブリドカットセーラ恵美 / 石上静香
年齢：?? / 身長：159センチメートル / スリーサイズ：78（Cカップ）-56-80
恭司の専属担当官。赤毛のショートポニーヘアや縦長の赤い瞳孔が特徴。恭司をメイティングに飽きさせないよう彼の好みの美女たちを次々と手配し、初期の約100人のうち28人が妊娠するという成果を挙げさせた手腕は、鬼原から称賛されている。そういった経緯や尽力からも恭司とは良好な関係を築いているうえ、個人的にも彼の存在を異性としての魅力を含めて高く評しているほか、異性として立場を超えた思いも持っている。
恭司やゆかりを連れてメイティングセンターから出奔した後には、ようやく彼に思いを受け入れられてメイティングが叶うものの死別する結果となり、仲間たちを率いてクロエへの復讐に燃える。

- LINKは、専属担当官の中ではまともな人かもと評している。宵野は、とても書きやすい顔と評している。なお、キャラクターデザインについては、ラフ段階からデザインが確定しており、本編とほぼ同様の容姿としてデザインされていた。
- 髙橋は、「単純に好み」と思ったキャラクターに寧々子を挙げている。恭司のことをしっかり考えながら行動しているため、理想の彼女像みたいに見えるという。また、信田も寧々子が恭司のことを男性として意識している心情が見えるよう、注意していたという。
- 白石は、美来と同じく相手に寄り添いながら自分を変えていくタイプと評しており、勝手に共感していたという。

### 翔太グループ
土井 翔太（）
声 - 米内佑希 / 浦和希
年齢：18歳（2040年時点） / 身長：162センチメートル（2040年時点）
恭司と怜人に続き、コールドスリープから目覚めた「ナンバー3」の男性。黒縁の眼鏡と、現役の高校3年生だった2040年時点で大半が白髪の頭髪が特徴。当時はその容貌から凄惨ないじめを受けており、鬱屈した攻撃的な内面を抱える一方でひそかに異性として意識していた担任教師・柚希に心配される日々を送っていた。2045年時点では怜人や恭司と異なり、かつて通学していた慶門市立西高等学校やその寮を生活の場として用意され、女子生徒たちとメイティングに励んでいる。
メイティングセンターへの避難後には花蓮の勧めに応じて成長促進器に入り、眼鏡が不要となって額を露出した髪型に変え、怜人と同年齢程度の姿となったうえ、花蓮と結託して日本を支配下に置く。
2049年現在では日本共和国初代大統領となっており、かつて怜人たちの功績を横領した一方で自分たちに不都合な部分は怜人に濡れ衣を着せて日本の支配を続けているうえ、陸と牡丹たちによる「都市計画」を進めている。また、妊娠させた女性たちの総数は第2部第6話時点で747人に上るが、さらなる新しい女性たちとのメイティングには飽きを覚え始めている。
- キャラクターデザインについては、読者が自分目線で見られる感情移入できるキャラクターにしようという考えによるものである。LINKは、もう1人の主人公として気持ちを込めている。宵野は、成長の変化を描けるのはとても楽しかったが、全体的に白いので画面が埋まらず大変だったという。なお、デザイン当時は「くちびる 常にガサガサ」「瞳はまっくろ」など、ネガティブな雰囲気を出すアイデアが画稿の随所に記述されていた。
- 信田は、上記の設定や描写による受け身振りを踏まえ、恭司や怜人とは対照的な存在と評している。また、髙橋もライターとしてはいきなり話を大きく動かすことが難しい怜人より、目の前の状況への答えを書けば話が進んでいくため、書きやすかったという。信田曰く「闇の主人公」であり、怜人との出会いは物語にとって凄く大きな出来事なので、最終話には必ず入れなければならないと考えていたことから、ラストシーンについても自分を抑圧するものがなくなった世界の到来を称賛するテレビアニメ版オリジナルの台詞「最高だよ……この世界は！」と共に、闇の側面を強調してダークさを見せるようにしたという。
- 汐音やエリカへの復讐を経て理性のタガが外れていく翔太の様子について、宵野は「ゲスの極み」、テレビアニメ版で翔太の声優を担当した浦は「進化」、第8話の脚本を担当した山田哲弥は「悪の階段を上っていく」とそれぞれ評している。
- ライター・ドラマ評論家の成馬零一は「翔太の行為は、自分を阻害した女に対する復讐であり、その意味で汐音やエリカに対する行為は決して褒められたものではない。しかし、翔太が時々かわいそうに思えてくるのは、女たちが翔太を誘惑するのは、子種を授かることで社会的地位を確立するためであり、誰も翔太を同じ人間として扱っていないからである」と述べている。

神谷 花蓮（）
声 - 赤﨑千夏 / 竹達彩奈
年齢：?? / 身長：161センチメートル / スリーサイズ：80（Dカップ）-55-81
翔太の専属担当官。外側に跳ねたロングヘアと金色の瞳孔が特徴。常に笑顔を絶やさず明るい口調で話すが、その中には表情に反して威圧や揶揄なども含まれている。翔太のメイティングを恭司や怜人よりも効率良く進めさせようと計画し、表向きは翔太の補佐役として彼のメイティング成果を上げていく姿は、鬼原から期待と称賛を受けている。上昇志向の強い策士でもあり、恭司や怜人には役職上の対抗心を持っている。
「メイティング計画」の暗部を知らされていた者の1人でもあり、翔太に怜人たち4人の存在を明かした後には利害の一致する翔太を「世界一の男性」に据えて世界で一番偉くなるという野望を明かして結託し、彼の裏で実権を握る。呂には占いで「女狐」と酷評されており、翔太に惹かれたエリカに覚悟を示させる名目で高松を殺害させてほくそ笑むなど、きわめて冷酷な一面を持つ。
2049年現在では大統領首席補佐官となっており、かつて怜人たちの功績を横領した一方で自分たちに不都合な部分は怜人に濡れ衣を着せて日本の支配を続けているうえ、陸と牡丹たちによる「都市計画」を進めている。また、前述の要職ゆえ、MWからはリビダーと同様に抹殺対象として狙われており、自爆テロに遭った際には全身火傷による昏睡状態に陥っている。しかし、左目元に火傷痕を残して左手に義手を装着した姿で翔太にも明かさないまま早期に復帰すると、クロエとポープの拘束に成功する。
- LINKは、性愛の対象とならず小悪魔的魅力から、格別の思い入れがあるという。宵野は、翔太の初登場時を描く新章が学園ものだったことについて、あまり先のストーリーまで聞いていなかったために驚いた一方、LINKが用意してくれる授業風景などのサービスシーンを描けるので嬉しかったうえ、花蓮が底抜けに明るく表情も豊かで可愛いので描いていて楽しいという。また、自然とポージングや表情があふれてくるという。なお、LINKが怜人たちと同じく最初にキャラクターデザインを決定していた1人でもあり、デザイン当時は本編よりも跳ねの少ない髪型で、「猫口」や「大きな耳」、「裏表はげしい」などのアイデアが画稿に添えられるなど、イタズラっ子な雰囲気の容姿としてデザインされていた。
- 信田は、花蓮が怜人や恭司の担当になっていたら思い通りにならず苦労していたであろうと思っていたほか、今後に翔太よりもさらに扱いやすい男性が現れたら翔太を見捨てて乗り換えるであろうとも思いながら、そんな感じも魅力と思って描いたという。
- 髙橋は、「一番興味深い」と思ったキャラクターに花蓮を挙げている。まるで底が見えないため、もし一緒にいたらどんな子なのか気になって仕方ないという。
- コレサワは、翔太のエピソードについて花蓮の所々で見えるサイコっぷりが怖いと評している。
- 竹達は、花蓮のきゃぴっとしている部分と、何を考えているのかわからない怖い部分を意識して演じていたが、その際に彼女は何歳なんだろうと不思議に思っていたという。
- 白石は、花蓮が美来とは正反対に相手の方を自分の好みに変えるタイプなので、翔太グループは怜人グループと遠い存在であり、前者は社会の縮図、後者は家族という言葉がそれぞれ該当すると思ったという。市川も、怜人が平和的手段で目的を実現しようとする横型であるのに対し、翔太が力で目的を実現しようとする縦型であることを踏まえ、両グループは本当に正反対の存在である中、恭司グループは恭司を中心として女性たちがすべて平等な円であるように思ったという。

### 善グループ
木根渕 善（）
年齢：30歳（2040年時点） / 身長：174センチメートル
イザナミのもとでコールドスリープから目覚めた「ナンバー4」の男性。ウェーブのかかったショートヘアが特徴。製薬会社の営業マンだった2040年時点では、仕事に勤しみながら恋人・ミキと愛を育む生活を送っていたが、細胞硬化症に罹患した後、彼女の妊娠をきっかけに結婚式を挙げ、新都心第三病院にてコールドスリープに入った。
2045年時点では同年7月に「村」にて目覚めさせられて額に焼き印「聖痕」を刻まれる儀式に遭い、輝奈ら希望者たち全員を妊娠させる「聖奴隷」となることを強制され、メイティングを強行される。何度か脱出に失敗し続けた後日には女性たちへ精子を供給する「工場」として開花させられたうえ、「祭」では責め苦に感謝して水中へ沈められる「聖心祓穢」を経て、儀式（乱交）に励むイザナミの教祖・イザナギとして豹変する。豹変終了後には身体が限界を迎えて昏倒し、輝奈と亜咲美による介抱のもとで我に返るが、豹変中の記憶は残っていない。そういった立場は、呂に占いで「男に飢えた女たちの生贄」と哀れまれている。
2049年現在ではイザナギとしての自分を受け入れており、MWによる襲撃を回避するためにも九州各地の「村」を巡ってはそこでの儀式に臨んで女性たちを妊娠させ続けており、かつての倫理や社会常識から解放された生活に依存して喜びすら感じている。
- LINKは、近未来なのにしがないサラリーマンをやっている可哀想な男と評している。宵野は、俳優の綾野剛をイメージして描いたという。
- 弘洋のメディアマガジン『moemee』でライターを務める内田ナオキは、「聖奴隷」となることを強制されるシーンを「最初読んだときはどん引きでした(笑)」、「祭」を「超マニアックな性のお祭り」「翔太のいじめの復讐以上に変態的なプレイで驚きます(笑)」と、それぞれ評している。

### 陸グループ
金村 陸（）
年齢：?? / 身長：156センチメートル
2045年時点で関東近郊の研究施設にてコールドスリープ中を経て、2046年に目覚めさせられた「ナンバー5」の男性。中性的な顔立ちが特徴。2049年現在では親元から離されて牡丹による世話のもとで暮らしながら、東京中央第五中学校高等学校の中等部に通っていたが、性欲の目覚めをきっかけに乃薔薇と出会う。
体内にはチップが埋め込まれており、MWの潜入者たちによって蘭と共に拉致された際には救出に役立っている。
幼少時（2038年）に母が再婚したため、実家には義父の連れ子である姉の桜がいる。桜には義姉弟となった当初から異性としての思いを抱き続けており、2040年には成長後の結婚式すら夢見ていたが、自身は細胞硬化症に罹患したため、やむなくコールドスリープに入ることとなった。
翔太と花蓮には彼らの画策した「都市計画」の中心人物として注目（監視）されており、当初は牡丹たちとのメイティングもかつての翔太と柚希たちによるそれと同様に進められ、ついには全員との同時メイティングにも励むようになる。
- LINKは、第2部の主役の1人たる「第五の男」としてさまざまな構想や紆余曲折を経て、「可愛い男の子」になったという。宵野は、自然とヒロインのような可愛い表情を描いてしまうという。なお、デザイン当時は金髪のやんちゃな「18歳？」のキャラクターで、目元は本編よりも濃いめにデザインされていたほか、身長は168センチメートルであった。

溝下 乃薔薇（）
年齢：?? / 身長：158センチメートル / スリーサイズ：???
陸の専属担当官。花蓮の後輩。姫カットの髪形とギザ歯が特徴。陸のことを2046年から知られないように見守っており、彼の性欲の目覚めを察して目の前に現れ、牡丹たちを手配して共に陸と同棲する。
陸には倒錯した愛情も寄せており、メイティング中の彼の姿を監視しては歓喜しながら悲哀に興奮する姿が散見される。
MWの潜入者たちに陸を拉致されるという失態を犯したことから、一時は花蓮の怒りを買って解任の危機に遭うが、陸が反対してくれたうえ、花蓮が自爆テロによる昏睡状態に陥ったことにより、自身は解任の危機から脱して同棲に復帰する。
- LINKは、容姿も性格も強烈で大好きなキャラクターと評している。また、名前はとある作家に由来するが、某有名作品と被らないよう1字変えたという。デザイン当時はラフ段階でイメージが固まっており、ギザ歯はもとより本編で見せるアヘ顔ダブルピースも、すでに描き起こされていた。しかし、宵野の中ではなかなか固まっていなかったため、当初は苦労していたという。なお、陸と牡丹が結ばれるシーンについては、LINKには原稿の途中で普通の漫画に見えたことから、前述の興奮する乃薔薇のページを最後に描き足して手応えを感じたが、どこまでが普通なのかがわからなくなったという。

## ナンバーズの家族たち
水原 まひる（）
声 - 田中あいみ / 首藤志奈
年齢：11歳（2040年時点）→16歳（2045年時点） / 身長：152センチメートル / スリーサイズ：74（Bカップ）-52-74
怜人と龍の妹。ツインテールの髪型や青い瞳孔、八重歯が特徴。兄たちを「怜にぃ」「龍にぃ」と呼び、懐いている。2040年時点では幼い一面を見せていたが、2045年時点では心身の成長を見せ、メイティングセンターにて怜人との再会を果たす。
2045年時点でも怜人の不覚な姿を見ては不機嫌になる、兄である彼の頬へのキスを平然と行うほか、その後もウブさやブラザーコンプレックスを示す姿が散見される。
2049年現在では恭一たちの世話を怜人から一任されるなど、さらなる成長を見せている。
- キャラクターデザインについては、セクシーにならないよう、可愛さのある元気っ子として、成長後も表情は変えないように意識されている。なお、デザイン当時はアイドル枠として設定されていた。

橘 絵理沙（）
声 - 白石晴香
年齢：?? / 身長：165センチメートル / スリーサイズ：82（Dカップ）-57-82
怜人の小学校から相思相愛の幼馴染にして、2040年時点では国立先端医科大学の医学生だった女性。紫色のロングヘアや青緑の瞳孔が特徴。容姿については、冰冰から「シミ一つない」と高く評されている。
大学を卒業した後には動物臨床実験研究所にてMKウイルスを研究していたが、2045年時点ではパンデミックの裏に潜む陰謀を知って光と共にイザナミへ参加し、その幹部の1人として男性復帰派を率いる。イザナミから離れて美来と共に怜人と結ばれた後には彼を支えるが、先述の研究中の時期に罹患した婦人系の病気によって妊娠できない身体となっていたうえ、2049年現在では怜人たちのもとには不在となっている。実は先述の病気によって死期が迫っていたことから、怜人が恭司の死やNOSEXの発覚に落胆してまもない時期には自分の心臓をはじめとして健康な臓器を美来に移植することを怜人に明かしており、悲涙に暮れた彼に「私達3人の子供」を作るよう言い残して死去していた。
- LINKは絵理沙のことを王道ヒロインと評しているほか、宵野は美来を考えてから絵理沙をデザインしたという。なお、デザイン当時は本編以上に表情が美来と異なっていたうえ、彼女とは別の位置にホクロが存在するという設定であった。また、LINKは難航したキャラクターとして絵理沙を挙げており、彼女の気持ちを推測しながら描いていた単行本第11巻の時点で、最期も決定していたという。
- 白石は、テレビアニメ版から入った方々にも絵理沙と美来の容姿が似ていることが意味のあることだと察してもらいたかったため、声でも両者の共通点を持たせようと意識していたが、美来が怜人に少しずつ心を開くようになるにつれて絵理沙に似てきてしまったため、演じ分けは大変だったという。また、九份にて怜人と再会するシーンでは信田から「感動のラストシーンというわけではないので、喜びを前面に出さなくてもいい」と言われていたが、アニメとしては11話かけてようやく再会できたシーンなので、見ていて気持ちのいいものになるよう意識して演じたという。

水原 龍（）
声 - 北山恭祐 / 日野聡
年齢：27歳（2040年時点）
怜人とまひるの兄。2040年時点では亡き父母に代わって怜人とまひるを守りながら育てていた社会人だったが、コールドスリープに入る怜人をまひるや絵理沙と共に見送った後、MKウイルスの発生を経てまもなくコールドスリープに入っており、2045年には怜人と逆の立場で再会することとなった。かつて、幼少時の怜人にお守りの代わりとして与えたペンダントにはGPSが内蔵されており、成長後の怜人がコールドスリープに入る際には絵理沙へ託されたため、彼が絵理沙の捜索を決意するに際して重要なガジェットとなっている。
2049年現在では目覚めたかは不明であるが、生存していることは怜人とまひるの会話で示唆されている。
- 年齢については、デザイン当時から「弟たちと歳の離れた27歳」と設定されていた。
- テレビアニメ版でメインプロップデザインを担当したコレサワシゲユキは、ペンダントについては3Dプリンターで出力した模型も作っているが、龍が怜人に渡したことについては防犯目的と理解する一方、怜人が絵理沙に渡したことについては「最近流行りのAirTagストーカーまんま」と茶化している。

火野 恭一（）
年齢：0歳（2045年時点）→3歳（2049年現在）
ゆかりが出産した男児。メイティングによって最初に誕生した子であり、恭司と同じくMKウイルスへの免疫を持っている。また、恭司曰く「俺にそっくり」であり、彼とほぼ同色の頭髪を持つほか、最初の男児であることにちなんで「恭一」と名づけられる。恭司の死後はゆかりと共に怜人たちのもとへ託されており、絵理沙が麗亜や朱音と交代で面倒を見ている。
2049年現在では恭司の他の子供たちや女性たちと同じく怜人たちによる保護下にあるが、翔太と花蓮には生殖可能な年齢まで成長促進器を用いての急成長を目論まれている。

土井 まゆ（）
声 - 櫻井陽菜
翔太の妹。
2040年時点では特効薬の開発を待つ難病に罹患して母と共に渡米し、入院していた。2045年時点では安否は不明。
- 原作では第1部の完結時点でも苗字は不明であり、翔太の台詞でマユと表記されるだけだったが、公式ガイドブックへの収録に際してLINKが正式表記共々明かした。しかし、テレビアニメ版第3話では、エンディングで土井マユと表記されている。

木根渕 ミキ（）
善の妻。苗字は結婚後のものであり、旧姓は不明。ウェーブのかかったショートヘアが特徴。
善が新都心第三病院にてコールドスリープに入ってからは胎内の我が子が育つに伴ってたまにしか見舞えなくなっていたが、日々見舞う絵理沙とは同様の境遇にあることから打ち解けており、院内にて会うたびに励まされていた。
2045年時点では安否は不明だったが、2049年現在では一女の母となっている。善に娘の写真を見せるためにも怜人の九州出張に同行するが、すでにイザナギとしての自分を受け入れていた善にとっては過去の女性でしかなく、帰還を拒否されて悲涙に暮れる。しかし、それでも善への愛情は変わらず、MWによる襲撃に際して彼を守ろうとイザナミのもとへ残留する。

金村 桜（）
年齢：??
陸の異父姉。ボブカットヘアが特徴。実家に住んでいた当時の陸にはよく勉強を教えていたほか、彼とは義姉弟になった当初から仲が良く、2040年時点では細胞硬化症への罹患で不安がる陸にキスして勇気づけるほどの深い仲となっていた。
2049年現在では学校を卒業して久しく、製薬会社で働いている。NOSEX特効薬を開発できた際の生産体制を整えるため、怜人の九州出張に同行する。それに先駆け、2048年に怜人から同薬の製造に関して会社へ相談をもらったことがきっかけで、彼に惹かれている。NOSEX特効薬を大量生産に移す前には、かつて怜人に連れてきてもらったラーメン店にて彼に思いを告白するが断られ、失恋に終わる。

## メイティング候補たち

### 恭司のメイティング候補たち
日下部 ゆかり（）
恭司の子を最初に妊娠した女性。中心分けのロングヘアが特徴。容貌は恭司が中学生当時に交際するものの別れた少女に酷似しているが、性格や言動は彼女と違ってほとんど子供のようである。それゆえ、恭司への呼称についても玲奈ら大半の候補たちが用いる「火野様」や「恭司様」といった敬称ではなく、「きょうちゃん」という愛称を用いている。
恭一を出産して恭司の死亡を経た後には、絵理沙たちのもとで暮らしている。
- 苗字は第1部第79話でのポープの台詞にカタカナ表記されるだけだったが、公式ガイドブックへの収録に際してLINKが漢字表記を明かした。なお、テレビアニメ版では登場に先駆け、第4話で恭司が見ていた胎児期の恭一のエコー写真に、「ID 00125795 YUKARI KUSAKABE」とのテロップが確認できる。

北山 玲奈（）
声 - 西明日香 / 天野聡美
年齢：?? / 身長：160センチメートル / スリーサイズ：82（Dカップ）-60-84
恭司がモデルの女性（一昨日）やアイドルのマヤ（昨日）とのメイティングを経て、怜人との初対面を果たす少し前にメイティングに励んだ美女。ミディアムヘアと蜜柑色の瞳孔が特徴。恭司にとっては特に好みの若手女優であり、主演映画『セイフクの涙』の撮影当時以上の美貌を持つ。なお、テレビアニメ版では学生当時の2040年時点でグラビアアイドルも経験済みであることが、バイノーラルボイスドラマにて明かされている。また、未登場に終わった姓名不明の候補たちの出番やメイティングも一部代行している。
恭司には初めてのメイティング以降も献身的に尽くして寵愛され、行動を共にするパートナーとして寧々子からも認められるほどの一途な思いを寄せていくが、彼らの出奔には同行できなかったことから妊娠も叶わないまま死別する結果となり、落胆している。

- キャラクターデザインについては、属性などは指定されず、「元女優で可愛い」程度の発注しかなかったという。
- 初登場時はモブキャラクターでしかなかったが、読者人気が高く再登場を望まれたため、出番が増やされた。宵野の画力で生まれた人気キャラクターであり、あまりの可愛さに出番が大幅に増えたとLINKは述べている。人気の高さについては、宵野も単行本第1巻発売当時の担当編集も驚いており、原作公式サイトにて行われた第2回人気投票で第2位を経て第9巻の表紙を飾ったことについても、宵野は皆の応援のおかげで素敵なキャラクターになったと感謝を述べている。
- 原作では第1部の完結時点でも詳細なプロフィールは不明のままだったが、テレビアニメ版では恭司たちと同時に公表されており、その旨を報じたメディアによっては記事名に単独で名前が用いられているものも存在する。また、公式ガイドブックではテレビアニメ版のキャラクターデザイン設定画に、「セーラー服風の衣装（『セイフクの涙』主演当時の衣装）と憂いを含んだ表情が、見る者の庇護欲を誘う」との説明文が添えられている。さらに、『メガミマガジンRX』Vol.12でも同様の設定画に、「個性の強いスタイルのヒロインが多いなか、この良バランスボディは特別感がある」との説明文が添えられている。

リカ
声 - 関根明良
特別編「火野恭司の華麗なる一日」で、メイティングに飽きを覚え始めた当時の恭司の前に現れたシニヨンヘアの美女。苗字は不明。
2040年時点では恭司のアルバイト先だったパスタ店にてコック兼ウェイトレスとして働いており、彼の先輩にしてマドンナでもあったが、2045年時点ではメイティングセンターにて働いていたことから、再会を経てメイティング候補へ転身する。本編でも恭司への思いはまひるへの一目惚れを知って嫉妬するほど強く、彼への呼称についても玲奈や薫を交えてのメイティングの際にすら敬称を用いず、「恭司くん」と呼んでいる。なお、テレビアニメ版では未登場に終わった姓名不明の候補たちの出番やメイティングを薫と共に代行する形で、原作本編での登場時点よりも早く登場している。
家族については、存命中であることが示唆されている。

- 公式ガイドブックでも詳細なプロフィールは不明のままであるが、同書に収録されたテレビアニメ版のキャラクターデザイン設定画には「全体的なスタイルの良さと、やや肉感的な脚に注目したい」との説明文が添えられている。その後、『メガミマガジンRX』Vol.12でも同様の設定画に、「全体のスタイルもバランスが取れていて、セクシーなV字下着がよく映える」との説明文が添えられている。
- 原作では第1部の完結時点でも容姿が2040年時点から変わっていないが、テレビアニメ版ではポニーテールの髪型でウェイトレスとして働く5年分若い容姿もデザインされており、第6話でバスローブ姿の恭司に玲奈や薫と共に下着姿で奉仕する際、彼の回想シーンに登場している。それに先駆け、『メガミマガジン』2021年12月号にマリア・朱音・玲奈と並んで収録された（2045年時点での）全裸設定画にも、「マドンナ的存在だった長身美人」との説明文が添えられている。その後、『メガミマガジンRX』Vol.12でも同様の設定画に、「身長に関しては玲奈より高い」との説明文が添えられている。

武者小路 薫（）
声 - 小原莉子
特別編「火野恭司の華麗なる一日」で、健康維持のためのテニスに励む恭司の相手を経て混浴で奉仕を担当した、金髪のツインテールかつ金眼の美少女。寧々子・玲奈・リカを上回る巨乳を持つ。候補たちの中では古参であり、恭司への思いは強い。
当初はリカのことを「オバサン」と酷評するが、寧々子の一計に応じてリカと共謀し、恭司にメイティングへの意欲を取り戻させる、本編でも玲奈やリカを交えてのメイティングを経て、恭司の死後にはリカと共に寧々子の武装蜂起に加わるなど、実際の仲は良い。なお、テレビアニメ版では特別編での経緯や古参であることを確認できる旨はまったく描かれていないが、未登場に終わった姓名不明の候補たちの出番やメイティングをリカと共に代行する形で、原作本編での登場時点よりも早く登場している。
家族については、存命中であることが示唆されている。

- 原作では第1部の完結時点でも名前は不明のままだったが、公式ガイドブックへの収録に際してLINKが設定した。それ以前に制作中だったテレビアニメ版のシナリオ上では「テニスちゃん」と表記されていたうえ、キャラクターデザイン設定画にも名前とは別に「テニスちゃん」が通称として添えられているほか、リカに対抗する強気な表情が特徴として挙げられている。その後、『メガミマガジンRX』Vol.12でも下着姿の設定画に、「身長は玲奈やリカ先輩より小柄」との説明文が添えられている。

### 翔太のメイティング候補たち
羽生 柚希（）
声 - 生天目仁美 / 早瀬莉花
年齢：?? / 身長：167センチメートル / スリーサイズ：94（Hカップ）-56-85
細いフレームの眼鏡と黒いロングヘア、そして巨乳が特徴の美女。2040年時点では、担任教師としての立場から翔太を心配していた。
2045年時点では高校の音楽室にて5年ぶりに翔太と再会し、彼の初めてのメイティング相手として結ばれる。UW世界本部による日本支部への介入後には翔太の男児を妊娠しており、急成長後の翔太の姿に驚愕する一方で再会に感涙していた。
2049年現在では厳重な警備下での生活のもと、翔哉（）やあーちゃん（通称）、乳児（名は不明）ら男児3人の母となっている。翔太の現状を心配し、仕事を本職の政治家に任せて我が子たちとの平穏な生活を送るよう望むが、聞き入れてもらえないうえ、翔太から誰かとの結婚が決まったことを聞かされ、愕然となる。
- LINKは、男性の夢が詰まった存在と評している。宵野は、眼鏡の作画には途中から3D素材を用いている。なお、LINKが怜人たちと同じく最初にキャラクターデザインを決定していた1人でもある。

柊 春歌（）
声 - 道井悠
年齢：?? / 身長：157センチメートル / スリーサイズ：78（Bカップ）-54-76
ツインテールをまとめたシニヨンが特徴の女子生徒。初対面から翔太のことを「土井ちん」と呼び、自分のことは名で呼ばせてQ's（）によるアニメ主題歌の話題で盛り上がるなど早々に打ち解けているが、そういった態度が災いして周囲が見えなくなってしまうこともある。バランスの取れたプロポーションのうち、奈都や晶よりも小さい胸の大きさを気にしている。胸板や腹には中学生当時に遭ったいじめによる痣がいくつも残っており、用務員室にて見せたそれが翔太にさらなる親近感を覚えさせ、彼と結ばれる。
2049年現在では柚希に続いて翔太の子を出産したかは不明であるが、彼の多忙の合間にはメイティングに励んでいる。
- 名前は、春から取られている。
- LINKは髪型に魅力を感じているといい、宵野も油断するとみんなお団子頭にしそうになるという。

一条 奈都（）
声 - 愛原ありさ
年齢：?? / 身長：160センチメートル / スリーサイズ：87（Eカップ）-60-86
カチューシャを着けたセミロングヘアが特徴の女子生徒。富裕層の古い名家の令嬢であり、着替えすら単独ではできず周囲による世話を必要とするうえ、就寝時には添い寝すら必要とする。本来は高校卒業後に父の事業のため、家の決めた20歳年上の許婚と結婚させられる予定だった。尻の上部には幼少時に負った傷痕が残っている。翔太への意識や独占欲は強く、「1週間翔太と同じ部屋で過ごす権利」を賭けた競泳で勝ち取ったその夜に翔太の自室を訪れ、結ばれる。
2049年現在では柚希に続いて翔太の子を出産したかは不明であるが、彼の多忙の合間にはメイティングに励んでいる。花山院家とは旧知の仲であり、同家でのパーティーにて百合愛と3年ぶりに再会する。
- 名前は、夏から取られている。
- LINKは、自然とグループのリーダー的立場になったと評している。宵野は、もう少しヘアバンドの柄で遊んでも良かったと後悔しているという。

東堂 晶（）
声 - 三宅麻理恵（VRアニメ） / 飯田里穂
年齢：?? / 身長：175センチメートル / スリーサイズ：92（Gカップ）-58-90
黒髪のポニーテールが特徴の女子生徒。バレーボール部のエースで、高身長かつ巨乳という体格や照れ屋かつ負けず嫌いな性格に反し、感情を表に出すことがあまり得意ではないため、周囲からは沈着冷静な言動で慕われているが、一度タガが外れると誰よりも積極的になる。それゆえ、翔太と結ばれる際も思いが高ぶり過ぎて告白からすぐ強引に彼への行為におよぶ形であった。
2049年現在では柚希に続いて翔太の子を出産したかは不明であるが、彼の多忙の合間にはメイティングに励んでいる。
- 名前は、秋から取られている。
- 読者人気が高く、人気投票の第1回・第2回では共に第1位となっている。LINKは1、2を争う当たりキャラクターと評しており、宵野は単行本第5巻の口絵がとても気に入っているという。なお、宵野はキャラクターデザインに際し、LINKから知らされた海外の某バレーボール選手を参考にしたが、胸はだいぶ盛ったという。また、デザイン当初の時点では目元が丸く可愛らしいものにデザインされていたが、第1部第15話の下描き時点で本編での引き締まったものに変更された。
- LINKはテレビアニメ版に「ぜひこの場面をアニメにして下さい」と我儘を言わせてもらった点として、第1部第60話でスクール水着姿の晶の同着内に翔太が入るシーンを挙げている。
- 2022年8月には1/7スケールの制服姿フィギュアが、同年11月には1/6スケールのバレーボールユニフォーム姿フィギュアが、それぞれ発売される。

黒田・レイン・ちふゆ（）
声 - 高森奈津美
年齢：?? / 身長：147センチメートル / スリーサイズ：??（Aカップ）
丸顔にショートヘアが特徴の女子生徒で、マリアの妹。急成長前の翔太よりも低身長かつ小柄で、運動神経はいまいちだが、頭脳についてはUW日本支部に見出されて飛び級で入学した全教科トップの成績を誇るハーフであり、強い自尊心から高圧的な男言葉で喋るほか、一人称に「ウチ」を用いる。晶には極端な体格差からも露骨な対抗心を持っており、何にでもすぐ首を突っ込む負けず嫌いかつ悪戯好きである。また、自分のことをメイティング候補としては見ていない翔太を自分で開発した薬を用いて振り向かせようと躍起になっているうえ、成長促進器に入りたがっている。
2049年現在では地方への出張を許可された怜人のもとへ、翔太と花蓮のスパイを兼ねた「協力者」として派遣されている。
- 名前は、冬から取られている。
- LINKはこんなに動かして楽しいキャラクターはいないと評しており、宵野も癒しのマスコットとして晶との凸凹コンビは堪らないと評している。
- 信田は、お気に入りキャラクターの1人としてちふゆを挙げている。小生意気なところが可愛いうえ、盲目的に翔太に惚れているわけではなく、しっかり彼のことを見ているところも良いという。

柳 律香（）
声 - 伊達朱里紗
年齢：?? / 身長：158センチメートル / スリーサイズ：87（Fカップ）-58-82
日焼けした肌に金髪のウェーブヘア、派手なネイルチップや下着が特徴の女子生徒。花蓮のくじ引きを経て、奈都に続くメイティング候補として翔太へ差し向けられるが、当初はいじめの記憶に悩む彼に避けられ、名前すら覚えられていなかった。しかし、後日には夜の校内敷地を翔太と共に一周する肝試しを花蓮から命じられ、亡兄への思いを翔太に明かした当夜には初めてのメイティングを経て、さらなるメイティングの日々を楽しんでいる。
2049年現在では翔太の子を出産したかは不明であるが、彼の多忙の合間にはメイティングに励んでいる。
- 原作では第1部の完結時点でも身長やスリーサイズは不明のままだったが、公式ガイドブックへの収録に際してLINKが設定した。宵野は、律香が出ると場が明るくなって良いと評している。
- 信田は、伊達の演技は律香の抜けた感じがありつつも見た目と逆の可愛さが出ており、印象的と評している。

星野 汐音（）
声 - 上田麗奈
年齢：18歳（2040年時点）→23歳（2045年時点） / 身長：153センチメートル / スリーサイズ：85（Eカップ）-58-80
一部を編み込んだポニーアップが特徴の美女。慶門市出身。2040年時点では翔太の級友の1人であり、男子生徒たちの注目を浴びていたが、いじめられる翔太の姿については気にも留めていなかった。また、タレントの卵として活動中でもあった。
2045年時点では芸能人需要の激減によってタレントになり損ねており、翔太を介してUW日本支部による後ろ盾を得ようとした結果、彼による復讐でもある校舎屋上でのメイティングを強要される。その後、結果的に上京こそ叶ったものの日本支部にて首藤による国民向けテレビドラマ『ボヴァリー夫人』の面接をドレス姿で受けた後、翔太による「最終面接」という名目のメイティングを強行される。
- 原作では第1部の完結時点でも身長やスリーサイズは不明のままだったが、公式ガイドブックへの収録に際してLINKが設定した。LINKはエリカと共に序盤の翔太にストレスを与える役割と評しており、宵野は校舎屋上でのメイティングは描いていてスカッとしたという。なお、LINKが怜人たちと同じく最初にキャラクターデザインを決定していた1人でもある。
- 信田は担当声優が発表された際、汐音のことを「欠けたダイヤモンド」と評している。

林 葉句露（）
声 - 津田美波
年齢：?? / 身長：154センチメートル / スリーサイズ：81（Dカップ）-58-82
セミロングヘアや眼鏡が特徴の女子生徒。他人の姓に「氏」をつけて呼ぶうえ、小難しい口調で喋る毒舌家であり、紙の書籍を好むほか、ノンフィクションの人文科学を好む現実主義者でもある。寮では小雪と同室であり、彼女と共に初めてのメイティングを経て、メインの候補入りを果たしている。
2049年現在では翔太の子を出産したかは不明であるが、大統領補佐官を務めている。MWによる自爆テロの際には身を呈して花蓮を守り、彼女と同じく全身火傷による昏睡状態に陥っている。
- 原作では第1部の完結時点でも苗字や身長、スリーサイズは不明のままだったが、苗字は第2部第12話で明かされたほか、身長やスリーサイズは公式ガイドブックへの収録に際してLINKが設定した。モブキャラクターから昇格した1人であり、LINKは同じ眼鏡っ子である柚希との違いとして強烈な性格に設定した。宵野は、野外での排尿シーンをもっと描きたかったという。

小雪（）
声 - 青山吉能
年齢：?? / 身長：157センチメートル / スリーサイズ：84（Eカップ）-61-87
ショートポニーや柔軟性の高い身体が特徴の女子生徒。苗字は不明。翔太のことを「翔やん」と呼ぶ新体操部部員で、葉句露と同じく紙の書籍を好む一方でフィクションの小説や芸術を好むことから、彼女には「破滅主義者」と酷評されている。寮では葉句露と同室であり、彼女のサポート役を務めながら共に初めてのメイティングを経て、さらなる高難易度も含めたメイティングの日々を楽しんでいる。
2049年現在では翔太の子を出産したかは不明であるが、彼の多忙の合間にはメイティングに励んでいる。
- 原作では第1部の完結時点でも身長やスリーサイズは不明のままだったが、公式ガイドブックへの収録に際してLINKが設定した。モブキャラクターから昇格した1人であり、LINKは宵野が描いたモブキャラクターの中で可愛かったために昇格させたという。

杉山 兎水（）
声 - 立花芽恵夢
年齢：?? / 身長：148センチメートル / スリーサイズ：76（Bカップ）-53-74
ツインテールの髪型と小柄な体形が特徴の女子生徒。まだ1年生にして、フルートのコンクールで優勝した経験を持つ吹奏楽部部員でもある。エリカの目の前にて初めてのメイティングを経て、メインの候補入りを果たしている。
- 原作では第1部の完結時点でも身長やスリーサイズは不明のままだったが、公式ガイドブックへの収録に際してLINKが設定した。LINKはクラスを眺めて相手を選ぶ男の夢を描きたくて登場させたと述べており、宵野はウサギを意識してツインテールに設定したという。

桐原 理子（）
声 - 川庄美雪
ウェーブのかかったショートヘアが特徴の養護教諭で、保健室に常駐している。当初は柚希や女子生徒たちと同様、翔太を世界で唯一の男性と思い込まされており、保健室をメイティングの場として提供しているが、彼が荒淫の限りを尽くすようになってからは、自分も候補としてたびたび励んでいる。
2049年現在では翔太の子を出産したかは不明であるが、大統領専属医を務めている。
- 原作では「先生」と称されるだけで、第1部の完結時点でも名前は不明のままだったが、同部の連載中に発表された番外編小説「保健室の勝負下着」にて設定されたものが、それ以降の人気投票や同部の完結以降にも用いられている。

エリカ
声 - 工藤夕希
年齢：?? / 身長：156センチメートル / スリーサイズ：84（Eカップ）-56-82
ウェーブのかかったポニーテールが特徴の美女。苗字は不明。2040年時点では翔太をいじめる高松ら不良生徒たちの1人として残虐な性格を覗かせており、高松との学内青姦を翔太に偶然目撃された際には、彼を蹴り倒して侮蔑していた。
2045年時点では難民地区にて薬物中毒となっており、翔太に依頼された花蓮によって鎖付き首輪につながれた制服姿で彼のもとへ連行される。その後も翔太の自室にて粗雑に扱われながら禁断症状に苦しむが、彼に美貌を着目された後、イザナミによる爆破テロの際にはかばわれており、メイティングセンターへの避難後には薬物中毒から脱した結果、翔太に恭順するようになる。
- 原作では第1部の完結時点でも身長やスリーサイズは不明のままだったが、公式ガイドブックへの収録に際してLINKが設定した。LINKは汐音と同じく翔太に落とされて彼のビフォーアフターを強調したと評しており、宵野は（翔太に恭順した後の）コールドスリープ機上でのメイティングはスカッとしたという。
- 信田は担当声優が発表された際、エリカのことを「強さを伴わない針子の虎」と評しているほか、最終話が放送された後には翔太にかばわれるシーンを彼への心情が変化する大切なシーンとして挙げている。

### 善のメイティング候補たち
イザナミのもとで善の子を妊娠しようと、一方的なメイティングに励む「村」の女性たち。UW日本支部のもとで励むメイティング候補たちとは意味合いが異なるが、便宜上からここに記述する。
出芽輝奈

有手美鈴

安保ころん

兵州手亜咲美

保世いと

安保 恋子（）
年齢：13歳（2040年時点）→18歳（2045年時点） / 身長：157センチメートル / スリーサイズ：81（Dカップ）-58-83（2045年時点）
ころんの娘。2040年時点では自分よりも年上の善のことを名で呼び捨てにする、Q'sのライブチケットをねだるなど、公私混同のわがままな言動で懐いている。
2045年時点では「村」にてイザナギ派の医療班に所属している。善のもとへ現れた際には歳相応に成長して髪型もかつてのアップではなくストレートに変更していたため、善は恋子が髪をかき上げてみせるまでは彼女であることに気づけなかった。
2049年現在では善の子を出産したかは不明であるが、輝奈やころんと共に健在であり、すでに善の子を出産したころんによる、新たな弟か妹の誕生に期待している。
- 原作では第1部の完結時点でも身長やスリーサイズは不明のままだったが、公式ガイドブックへの収録に際してLINKが設定した。LINKは父の血を継いでいるとは思えないと評しており、宵野はでこっぱちがキュートと評している。

### 陸のメイティング候補たち
- 名前は花から取られており、キャラクターを固めるうえでの参考にされている[284]。

雨宮 牡丹（）
年齢：?? / 身長：164センチメートル / スリーサイズ：101（Hカップ）-55-84
陸の身辺を世話しながら共に暮らすハウスメイトの女性。豊満な身体、黒いロングヘア、口元の小さなホクロが特徴。陸のハウスメイトとしては10人目に当たり、家事全般に長ける。乃薔薇によって彼のメイティング候補としても手配され、ひまわりたちを迎えることとなる。
乃薔薇の手配により、最初に陸と結ばれる。
- LINKは近未来だとこういう昭和の匂いがする人がまた人気かもしれないと評しており、宵野も柚希とは違う大人の色気としてジーパンの尻に注目して欲しいと述べている。なお、デザイン当時は和服美女と設定されており、右乳房にも小さなホクロが描かれていた。
- LINKは、第2部第11話でのビーチバレー対決シーンはネーム形式の原作へ移行した（詳細は終末のハーレム#制作背景を参照）からこそ出てきたものであると述べており、宵野はLINKのネームのほか、古舘春一の漫画『ハイキュー!!』も参考にしたという。

保世 ひまわり（）
年齢：?? / 身長：165センチメートル / スリーサイズ：87（Eカップ）-60-84
東京中央第五中学校高等学校の高等部に通う女子学生。濃色の肌とヒマワリ型のヘアピンが特徴。実はいとの妹である。いとのことは、九州に在住中と思っている。放課後、級友たち2人と共に陸や彼の級友の歩斗志（）とジュンを誘惑するものの逃走され、乃薔薇による手配を経て陸と同棲する。
乃薔薇の手配により、牡丹に続いて陸と結ばれる。
- 宵野は、第2部にデフォルメ絵が多めなのはひまわりの影響かなと思っている。なお、デザイン当時は太腿が太めと指定されており、身長は158センチメートルであった。

花山院 百合愛（）
年齢：?? / 身長：170センチメートル / スリーサイズ：88（Fカップ）-58-88
東京中央第五中学校高等学校の高等部に通う女子学生。ツーサイドアップが特徴。リムジンで登下校する財閥令嬢にして才色兼備かつ完璧主義の生徒会長であり、乃薔薇による手配を経て陸と同棲する。
広大な屋内にメイドたちを抱え、各界の名士たちを集めて屋内パーティーも開催できる大豪邸に住んでいる。一条家とは旧知の仲であるが、奈都には対抗心を燃やしている。
乃薔薇の手配により、蘭に続いて陸と結ばれる。
- LINKはスタンダードなお嬢様キャラクターは未出だったといい、宵野は制服の下のハイネックをポイントとして挙げている。なお、デザイン当時は頭髪が本編よりも少し長く、表情もややクール、身長は175センチメートルであった。

倉持 蘭（）
年齢：?? / 身長：158センチメートル / スリーサイズ：71（Bカップ）-56-82
東京中央第五中学校高等学校の高等部に通う女子学生。耳に幾つも着けたピアスが特徴。授業中の居眠りを担任に咎められた陸に自分は喫煙を咎められたことを明かし、乃薔薇による手配を経て陸と同棲する。
宝物としている骨董品のガソリン式オートバイはMKウイルスによって亡くなった父の形見であり、喫煙も彼への憧れから死後に行っていたことが習慣化したものである。
乃薔薇の手配により、ひまわりに続いて陸と結ばれる。
- LINKは、執筆当時の担当編集者と共に性癖を詰め込んだキャラクターとして練り込んだという。なお、デザイン当時に貧乳は決定されていたが、名前は風倉杏子（読みは不明）、身長は157センチメートルであった。

## UW日本支部の首脳陣たち
- 宵野は、出番が少ないのに作画で時間がかかって大変だったキャラクターとして、首脳陣たちを挙げている[180]。

鬼原（）
声 - 斉藤貴美子
UW日本支部を率い、国務長官として外交を担当する老女。名は不明。朱音の母でもあり、彼女には亡弟の件でも嫌悪されているが、葬式を欠席してまで当時の大混乱を収めようとした采配だけは理解されており、それゆえにMKウイルスの製造については疑問視されている。
後述の民生長官による絵理沙への接触やメイティングの依頼、美来の作成を指導するなど、最適な生殖環境や人類の種の存続にこだわるあまり倫理的な問題を軽視していた方針はUW世界本部に介入される結果につながり、拘束を経て収監される。

技術長官
声 - 小林ゆう
科学技術研究・保全や慶門市中央区第三病院跡の地下施設の所長を担当するシャギーヘアの女性。本名は不明。会議中に平然と性的な隠語を口にする、大股を広げたまま座り続ける、全裸の研究助手たち4人に媚薬を投与して怜人を襲わせるなど、下卑た口調に過激な性格を併せ持つが、技術者としては優秀である。
怜人たちに地下施設の存在を知られた後には、彼らの殺害を目論んでクロエに射殺される。
- テレビアニメ版では研究助手たち4人に怜人を襲わせるシーンはカットされているが、内田にはその理由を「あまりにもエロいからか」と分析されている。

民生長官
声 - 原奈津子
食糧計画・人民管理を担当するウェーブヘアの女性。本名は不明。かつて、慶門市にて動物臨床実験研究所所属当時の絵理沙に接触し、彼女からのクローニングによる美来の作成・調整を主導していた。
UW世界本部による拘束を経て収監された後、役職は民生長官室ごと花蓮に引き継がれている。
- 原作では第1部第2話で首脳陣とは容姿の異なる上司が美来を叱咤するなど、長官が別に1人いるかのように描かれていたが、テレビアニメ版では第1話における該当シーンで民生長官の顔が確認できるように変更されており、エンディングクレジットにも担当声優の原と共に名前が表記されている。

首藤（）
声 - 長妻樹里
総務長官として広報・その他を担当するアップヘアの女性。名は不明。裏ではUW世界本部と内通しており、UW日本支部への介入と同時に鬼原たちを裏切る。なお、テレビドラマも担当していることから、『ボヴァリー夫人』のキャスティングの際には汐音との形式上の面接を行っている。
- 原作ではイザナミの電波ジャック放送から花蓮の民生長官就任までの動向が不明だったが、テレビアニメ版では鬼原たちの拘束をまだ知らない美来・マリア・麗亜・寧々子に恭司を連れて日本支部へ出向くよう通信し、彼女たちに不審を持たれる姿が描かれている。

司法長官
声 - 谷育子
司法・警察を担当する老女。本名は不明。口調は鬼原たち4人と違ってほぼ無口で表情も乏しく、まれに口を開く際にも淡々とした口調である。
UW世界本部による介入後には、拘束を経て収監される。

## UW世界本部の関係者たち
クロエ・マンスフィールド (Chloe Mansfield)
声 - 大久保瑠美
年齢：?? / 身長：180センチメートル / スリーサイズ：92（Iカップ）-60-92
UW世界本部の使者にしてUW平和維持活動局局長を務める白人美女。姫カットの金髪ロングヘアや、左乳房の上方に何かしらの紋章とうかがえるタトゥーを常に露出させた巨乳が特徴。敬語の間違った日本語で喋る姿は初対面時の怜人に警戒を解かせているが、内面には日本人や男性を蔑む冷酷な「本性」を秘めていることから、登場当初はアメリカから慶門市への留学生を装い、本性発覚後には「男性絶滅計画」に基づく思想のもとでナンバーズ殲滅作戦を展開する。
2049年現在ではMWの絶滅省長官としてポープら過激派たちを率いており、先述の思想はさらに先鋭化している。また、4年前から受け続けていた三賢者の「教育」によって脳への負荷が限界に迫っているため、調整や投薬が必要で大量の鼻血を出す姿が散見されるようになっている。やがて、花蓮に拘束された後の検査では、電気信号を発信する命令用チップが前頭連合野に埋め込まれていることが判明している。
出自は、ビジョルドらマサチューセッツ州の生命科学研究所の面々によって作られ、少女の時点で運動・数理的処理・戦闘・語学などの能力に飛び抜けたデザイナーズチャイルドの1人であり、最高の遺伝子を持つ。動物好きで学者を目指していたが、軍やCIAでの活動も視野に入れて「男性絶滅計画」の進行を目論む三賢者により、その尖兵として歪んだ「本性」を植えつけられていた。そして、前述の検査を経た処置でレイモンドの件も含めて真相に至った結果、三賢者への復讐を果たす。
- 読者人気が高く、本作の公式サイトにて行われた「夢のメイティング投票」では「軍服・牢獄で男を屈服させつつ」のシチュエーションで第1位となっている。
- 原作では第1部の完結時点でもスリーサイズは不明のままだったが、公式ガイドブックへの収録に際してLINKが設定した。LINKは登場時からずっと怪しすぎる外国人と評しており、宵野も悪役顔と評している。
- 信田はトップクラスの怖い思考を持っているキャラクターと評しており、怜人との初対面時は怪しげなところが魅力として見えるよう意識していたという。

ポープ (Pope)
声 - 足立由夏
クロエの補佐官を務める黒人美女。名は不明。ウェーブのかかったポニーテール、サングラス、大柄な体格が特徴。クロエと違って日本語には堪能であり、流暢に喋る。
2049年現在ではMWの絶滅省長官補佐となっており、クロエに引き続き服従している。
- キャラクターデザインについては、初登場時の容姿に「もっと可愛く！」との旨のダメ出しがついたため、それ以降は絵のタッチや瞳の描き方が変更されている。

三賢者（）
クロエとの会談で花蓮が呼称を挙げて面会を要求した、UW世界本部の統治者たち3人。年齢も出身地もバラバラで、共通点は類まれなる知性と男嫌いだけという。また、呂の占いでは「老女」・「淑女」・「少女」と説明されている。クロエからは、「マザーたち」とも称されている。
2049年現在ではMWを率いており、役職名は「最高評議員」となっている。
ビジョルド（淑女）
声 - 久川綾
三賢者の1人。スキンヘッドが特徴。かつては生命科学研究所にてクロエを作った博士たちの1人であり、「男性絶滅計画」の尖兵となった後のクロエからは、その経緯ゆえに「マム」とも呼ばれる。MKウイルスを開発した研究チームの1人でもあることから、クロエには善良な人物を装って接しながら彼女を暴漢2人に襲わせて男性不信にさせ、レイモンドには厳格な上司として接しながらクロエの件も含めた濡れ衣を着せて陥れ、彼の研究していたボルバキアについてのデータを横領していた。
2045年時点では「男性絶滅計画」をひとまず成功させたことからも花蓮に興味を持たれるが、2049年現在ではそれをさらに進めるために邪魔な彼女を抹殺しようとクロエを通じて刺客を差し向けたことから、花蓮の怒りを買う。最後は「聖母の子宮」の前にて少女やレムと共に歓喜していたところを、花蓮による処置を経て真相に至っていたクロエに小型拳銃で重傷を負わされ、悲涙に暮れる彼女に抱擁されてそのまま絞殺される。
少女
声 - かないみか
三賢者の1人。本名は不明。右頬の濃色の斑が特徴。かつては班の無い容貌であり、ニューヨークタイムズとの伝手を用いてレイモンドによるクロエの存在公開を未然に阻止したほか、彼女の情報が記録されたUSBメモリを握り潰す握力を発揮していた。
最後は「聖母の子宮」の前にてビジョルドやレムと共に歓喜していたところを、クロエによって最初に射殺される。
レム（老女）
声 - 京田尚子
三賢者の1人。NOSEXを開発した博士。右目のスコープが特徴。淡々と喋る小太りの老女であり、かつてはボルバキアの持つオス殺しの因子を単独で特定できていたレイモンドのことを、性別については蔑みながらも手腕については高く評価していた。
最後は「聖母の子宮」の前にてビジョルドや少女と共に歓喜していたところを、クロエによって少女が射殺される姿に驚愕した直後、同様に射殺される。

## イザナミの関係者たち
- 女性のうち大半の者の名前は、ギリシア神話に登場する女神から取られている[319]。

### 男性復帰派（仮）
橘 絵理沙

榊 光（）
声 - 山田美鈴
動物臨床実験研究所当時から絵理沙と親しい同志の女性。毛先が立ち気味の短髪が特徴。
動物臨床実験研究所から絵理沙と共に逃亡した後には難民に扮し、「世界宣言」を見届けた彼女と共にその場から立ち去る、絵理沙の命令を受けて翔太の身柄を確保しようと、慶門市立西高等学校に彼の同級生を偽って潜伏する、メイティングセンターから出奔した怜人を台湾へ案内するなど、UW日本支部や花蓮による監視や警備を自在に回避する隠密行動により、男性復帰派の1人として彼女を補佐している。
- 原作では第1部の完結時点でも名前は不明のままだったが、公式ガイドブックへの収録に際してLINKが設定した。そのため、本編の執筆時点での宵野には、「短髪ちゃん」と称されていた。

### イザナギ派（仮）
出芽 輝奈（）
声 - たかはし智秋
年齢：?? / 身長：169センチメートル / スリーサイズ：95（Hカップ）-62-96
イザナミのもと、「村」の統率者の1人として農耕班やイザナギ派を率いる女性。アップヘアに鋭い目つき、豊満な身体が特徴。2040年時点では善と彼の後輩の佐藤（）を叱責する年下の課長であり、善には特に執着して厳しく接していたほか、絵理沙がMKウイルスの真相を知った後には彼女に接触し、イザナミに加入させていた。
2045年時点ではイザナミの幹部であり、「村」にて善を目覚めさせて彼の額に「聖痕」を刻み、自分たちの「聖奴隷」となることを命じる。また、他組織との折衝役も担当しており、同様に折衝役として送り込まれてきた晶を介して翔太や花蓮と共謀している。
2049年現在では善の子を出産して久しく、九州の「村」の統率者となっている。
- 原作では第1部の完結時点でも身長やスリーサイズは不明のままだったが、公式ガイドブックへの収録に際してLINKが設定した。宵野は、熟女感を出したが作画は難しいキャラクターの1人と評している。

有手 美鈴（）
声 - 佐々木未来
イザナミのもと、「村」の統率者の1人として狩猟・採集を担当する有手班を率いる女性。七三分けのロングヘアが特徴。強気な性格かつ男言葉で周囲と接する。絵理沙については、思想こそ違うもののMKウイルスの特効薬を作れると信じている。
- LINKはスタンダードなSキャラクターとして描いたと述べており、宵野は朱音とは違う姉御肌と評している。

安保 ころん（）
年齢：?? / 身長：167センチメートル / スリーサイズ：94（Gカップ）-62-94
恋子の母。カールのかかったロングヘアや、豊満な身体が特徴。2045年時点ではイザナミの幹部であり、「村」の統率者の1人として医療班を率いているほか、元ナースの知識を活かして媚薬の調合も担当している。また、コールドスリープ中の夫のために都心へ定期的に通える権限を持っている。
2049年現在では善の子を出産して久しく、さらに新たな子を妊娠しようと儀式に励んでいる。
- 原作では第1部の完結時点でも身長やスリーサイズは不明のままだったが、公式ガイドブックへの収録に際してLINKが設定した。LINKは、人気投票での一部による絶大な人気について、人妻なのが良かったのかと分析している。

兵州手 亜咲美（）
イザナミのもと、「村」の統率者の1人として建設を担当する建設班を率いる女性。眼鏡をかけ、シャギーの入ったショートヘアと、それによって普段は隠されている左頬の「聖痕」が特徴。「村」にとっては預言者のような役割でもあり、善をイザナギに覚醒させるための儀式を画策したほか、女性の幸福には彼の存在が必要と確信している。
2049年現在では善の子を出産したかは不明であるが、医療班を率いていることが善の台詞で示唆されている。
- LINKは左頬の「聖痕」が気に入っていると評しており、宵野は高揚した時との表情のギャップが好きと評している。

保世いと（）
イザナミのもと、「村」の統率者の1人として漁業を担当する漁業班を率いる女性。褐色の肌に前髪の左右を伸ばした金髪のショートヘアが特徴。細かいことは気にせず、イザナミには男性とのセックスだけを求めて加入した。美鈴と同様に強気な性格かつ男言葉で周囲と接する。
実はひまわりの姉である。
- LINKは、色黒肌と金髪のビジュアルが魅力的と評している。

イザナギ
振魂の池にて「祭」の参加者たちからの「聖心祓穢」に遭った善の身体に降臨した、イザナミの教祖。参加者たち全員を相手にできる性欲の権化であり、2049年現在でも一晩中儀式に励む現状を受け入れた善から「気持ちいい」と評されている。

## 香港の反UW勢力の関係者たち
冰冰（） (Bin Bin)
年齢：?? / 身長：163センチメートル / スリーサイズ：88（Fカップ）-59-89
香港の繁華街にて、武装集団との睨み合いになった怜人たちのもとへ現れた美女。苗字は不明。シニヨンの髪型、ノースリーブで裾の切れ上がった短いチャイナドレス、巨乳が特徴。母を幼少時に、父を5年前にそれぞれ失ったうえ、呂が多忙だったことからも自立して料理や格闘の腕を磨いてきたが、怜人や絵理沙を試す際には流暢な日本語で喋る一方で悪戯好きな一面も覗かせている。
2049年現在では（後述の呂の内通による申しわけなさからも）怜人の現状を心配し、彼のもとへ高麗人参と共に陳摶の書物『房術奇書』を送っている。
- 名前は実在する中国人女優から取られている。当初、フランス語翻訳版では名前が「Lu Bin Bin」と翻訳されていたが、単行本第11巻以降は集英社など権利所有者からの指定で英語翻訳版と同じ「Lu Bing Bing」に変更されており、公式ガイドブックでも後述のカタカナ表記に後者が添えられている。
- 原作では第1部第62話で怜人に名のみを「冰冰」と明かしたうえ、第72話のサブタイトルで「ルー・ビンビン」とフルネームのカタカナ表記が用いられただけであり、第1部の完結時点でも苗字の漢字は不明のままだったが、公式ガイドブックでは「ルー・ビンビン」が用いられている。また、身長やスリーサイズも同時点では不明のままだったが、公式ガイドブックへの収録に際してLINKが設定した。宵野は、髪形や服装に小悪魔な表情もあって描くのが楽しいと評している。

呂（）
香港の隠れ家にて怜人のことを認めた冰冰がマリア・翠・絵理沙にも存在を明かした、中華全土に影響力を持つ女老板（）。名は不明。冰冰にとっては、敬愛する祖母でもある。怜人たちとの初対面の際には表向きの占い師として接し、彼らに助言を与えてMKウイルスの結晶を託すと、冰冰を監視役として同行させる。
裏ではクロエと内通しており、彼女との思惑通りに怜人たちがMKウイルスのワクチンを開発した後には、内通を冰冰に察知されている。
2049年現在では病床に伏しており、内通は娘（冰冰の叔母）を人質として取られ、脅されていたためであったことを冰冰に明かして久しいほか、クロエの本来の性格や花蓮のさらなる陰謀を感じ取っており、冰冰に改めて怜人のために動くよう命じている。

## ロスアニアの関係者たち
アナスタシア (Anastasia)
年齢：16歳（2045年時点） / 身長：161センチメートル / スリーサイズ：80（Cカップ）-55-77
ロスアニアの王女。巻き上げたもみあげ以外は尻まで届く長髪や身を包むドレスが特徴の美少女。苗字は不明。知り合った後の怜人たちからは、「アナ姫」とも称される。
噂では手強い変人として知られるが、それはコールドスリープ中の父（大公）や兄に代わって自国を守るという真面目さによるものでもあり、彼らをはじめ生き残りの男性たちを救うため、怜人に自国の内情を吐露して特別研究施設の使用許可を与える。
2049年現在では王家の血を絶やさないために翔太とのメイティングを迫られる立場にあるが、2045年時点で怜人に抱いた愛情はなおも不変であり、彼が九州から薬草を持って帰還した後には自家用機で非公式に来日する。しかし、オリガを亡くしていたためもあって手段を選ばないまでに思い詰めた結果、翔太とのメイティングを断って花蓮による「聖母の子宮」を用いてのクローン製造に加担したうえ、怜人に詫びながら花蓮のもとで何者かとのメイティングに臨んでしまう。
- 原作では第1部の完結時点でも身長やスリーサイズは不明のままだったが、公式ガイドブックへの収録に際してLINKが設定した。宵野は、宮殿の小物を描くのに苦戦したという。

オリガ (Olga)
アナスタシアの側近の1人。三つ編みのお下げ髪が特徴。苗字は不明。
表ではアナスタシアに忠誠を尽くしてコミカルな面も見せるが、裏ではクロエと内通している。
2049年現在でも裏の顔は露呈しておらず、クロエと内通している。花蓮にクロエが拘束された後には、内通はUW世界本部によって家族を人質に取られていたためであることや、言われるがままMKウイルスの結晶にNOSEXを混入させたことも含めたすべてを告白する手紙をアナスタシアに残し、交通事故で死亡していたことが明かされている。

ラギーニ・シン (Ragini Shin)
年齢：?? / 身長：171センチメートル / スリーサイズ：92（Gカップ）-65-94
インドからロスアニアに出向している博士。中心分けのロングヘアや褐色の肌、額に着けたビンディーや切れ長の吊り目、そして左頬から首筋にかけての傷跡が特徴の美女。
薬学・ウイルス学・免疫学など生命科学の権威にして臨床分野でも数多くの実績を持つが、特別研究施設にてMKウイルスの特効薬を開発できなかったことに絶望し、1年前から山中にて隠遁生活を送っている。怜人が隠遁先の木造小屋を訪れた際には、裏庭にて日課の瞑想や火渡りを全裸で行いながら出迎えた。
かつては生命科学研究所に所属しており、レイモンドとはクロエの出自についても詳しい同僚として親しく接していたほか、ビジョルドの危険性についても薄々看破しており、レイモンドに警告していた。
- 原作では第1部の完結時点でも身長やスリーサイズは不明のままだったが、公式ガイドブックへの収録に際してLINKが設定した。LINKは皆が思う各国のヒロインを出したくてインドっぽさを意識したと述べており、宵野もヒロインとは違う感覚で描いていたと述べている。なお、デザイン当時はビンディーを着けていなかった。

ロスアニア大公
MKウイルスによる脅威から逃れ、コールドスリープに入っていた大公。本名は不明。口髭が特徴の初老の男性。
国務を代行していた娘のアナスタシアに最初のワクチンの被験者として挙げられた後、投与から解凍を経てラギーニによるチェックでもバイタルサインに問題はなく出血も見られないことが確認され、無事に復帰する。
- 宵野は、出番が少ないのに作画で時間がかかって大変だったキャラクターとして、ロスアニア大公を挙げている。

## その他の人々
前田（）
国立先端医科大学にて怜人や絵理沙の先輩に当たる男性。名は不明。アンダーリムの眼鏡が特徴。
優しく教授たちによる評判が良かったうえ、絵理沙に思いを寄せており、物語開始直前の時点で彼女に告白していたが、返事を保留されていた。2040年終盤には絵理沙に改めて告白しようと彼女のもとを訪れるが、MKウイルスへの感染による吐血を経て3日後に死亡した。

高松（）
声 - 前田誠二
2040年時点で翔太をいじめていた不良生徒たちのリーダー格にして、エリカの彼氏。名は不明。脱色した頭髪が特徴。
2045年時点ではMKウイルスによって死亡したものと翔太に思われていたが、コールドスリープ機ごとメイティングセンターへ収容されていたことが判明し、花蓮に教唆されたエリカが翔太への従順を示すためにコールドスリープを解除した結果、MKウイルスに蝕まれて死亡した。

谷口 恵美（）
声 - 巴菁子
日本で初めてMKウイルスの犠牲者となった老人の妻。慶門市中央病院に入院している。かつて、夫の遺体を日本政府によって勝手に病理解剖で切り刻まれたことから、その後継組織でもあるUW日本支部への協力を拒んでいる。
絵理沙とは独自の通信回線を持っており、彼女が動物臨床実験研究所に所属していた当時には、ゼロ号患者だった可能性が高い亡夫の件への辛さと悲しみを、慶門市を訪れた直後の絵理沙に通信で訴えている。怜人たちが訪れた際には、怜人から絵理沙への思いを、美来から怜人への思いをそれぞれ聞き出すと、亡夫の情報を翌日に話すと誓うが、その夜に何者かによって点滴に毒物を混入され、昏睡に陥る。

- 名は原作では不明であり、公式ガイドブックでも詳細なプロフィールは不明のままだったうえ、出番が少ないのに作画で時間がかかって大変だったキャラクターとして宵野に挙げられる際にも、「谷口のおばあちゃん」としか呼ばれていなかったが、テレビアニメ版第6話では昏睡中の容体を映しているタブレット端末の画面で、「谷口恵美」の表記が読みと共に確認できる。

万年 美々（）
声 - 遠野ひかる
麗亜のことを専属担当官への着任前から慕う妹分。巻き結わえたツインテールが特徴。
麗亜への愛情はきわめて厚く、難民ホームにてボーイッシュな女性（声 - 紡木吏佐）による強姦から救われた後に依頼を快諾し、さまざまな諜報活動に勤しむ。その手際は、プロの領域に達している。
- 原作では第1部の完結時点でも名前は不明のままだったが、公式ガイドブックへの収録に際してLINKが設定した。

安保（）
2040年時点でのアポロン病院の院長。名は不明。ころんの夫にして初老の禿げ上がった頭頂部や下腹の出た肥満体形であることからも、当時の輝奈には「エロ院長」と陰口を叩かれていた。また、製薬会社の営業マンに過ぎない佐藤にはアポロン病院や処方薬の古さを酷評されたため、彼の前任者の善を自宅へ呼びつけて取引先の変更を仮定し、焦った彼に頭を下げ続けられたうえで土下座されている。一方、娘の恋子のことはきわめて甘やかしていた。
2045年時点ではアポロン病院にてコールドスリープ中であるが、「村」の一員となって久しい恋子やころんには、どうでも良い存在として見放されている。

レイモンド・パルデュー
かつて、生命科学研究所にてボルバキアを人類に役立てようと研究する一方、少女当時のクロエに生物学を教えていた博士。クロエの教育チームの一員でもあるが、彼女にとっては「レイ」の愛称で呼ぶ初恋の白人男性であった。また、ラギーニとは同研究所での親しい同僚でもあった。
ある日、研究費を欲するあまりクロエの身柄を暴漢2人に800ドルで売って襲わせたとして彼女を絶望させるが、実際にはクロエの人生を心配して彼女の存在をマスコミに公表しようと動いたことから、研究費を私的に使い込んだとの濡れ衣を三賢者によって着せられたうえで拘留されており、ボルバキアについての研究データはMKウイルスの開発のために横領されていた。